# Сухопаров, Сергей Михайлович
Серге́й Миха́йлович Сухопа́ров — украинский краевед, литературовед, издатель. Специалист по русскому авангардисту Алексею Кручёных и херсонскому краеведу Сергею Сильванскому. Автор первой на русском языке монографии, посвящённой творчеству Алексея Кручёных (1992).

## Биография
Сергей Сухопаров — херсонский краевед, литературовед, издатель. Исследователь творчества Алексея Кручёных и Сергея Сильванского.
Автор первой на русском языке монографии, посвящённой творчеству Алексея Кручёных (1992). Изданию монографии предшествовала многолетняя исследовательская работа, которая была завершена с помощью Германского фонда промышленных предприятий для поддержки науки, давшего возможность автору завершить работу в Кёльне. В дополнение к изданию Сухопаровым была составлена обширная библиография Кручёных, давшая импульс новым исследованиям по истории и теории русского авангарда.

## Награды и премии
- Международная отметина имени отца русского футуризма Давида Бурлюка[3]